# Tirzepatid
Tirzepatid ist ein Arzneistoff aus der Gruppe der Inkretinmimetika. Unter dem Namen Mounjaro (Hersteller: Lilly) wurde er 2022 zunächst in den USA, dann in der EU zur Behandlung eines Typ-2-Diabetes (T2DM, „Zuckerkrankheit“) zugelassen. Im Jahr 2023 kam als weiteres Anwendungsgebiet die Verabreichung bei übergewichtigen Patienten als begleitende Maßnahme – neben anderen – zur Gewichtsreduktion hinzu (in USA unter dem Namen Zepbound; ebenfalls von Lilly).
Chemisch handelt sich um ein aus 39 Aminosäuren bestehendes modifiziertes Peptid. Es wird subkutan verabreicht (Injektion in das Unterhautfettgewebe).

## Chemisch-physikalische Eigenschaften

Schematische Darstellung der Struktur von Tirzepatid (dritte Struktur von oben) im Vergleich zu GLP-1(7-37), Semaglutid und GIP.

Tirzepatid ist ein synthetisches Peptid aus 39 Aminosäuren, deren optisch aktive Vertreter in ihrer natürlichen L-Form vorliegen. Die Struktur basiert auf der Peptidsequenz des glucoseabhängigen insulinotropen Peptids (GIP) und enthält an den Positionen 2 und 13 statt der codierten Aminosäuren je eine Aminoisobuttersäure (Aib). Das C-terminale Ende ist amidiert. Am Lysin in Position 20 ist über einen Linker die langkettige Dicarbonsäure 1,20-Eicosandisäure verknüpft, die dem Wirkstoff eine längere Halbwertszeit verleiht. Der Wirkstoff ist ein hygroskopischer weißer bis nahezu weißer Feststoff und in Phosphatpuffer pH 7,0 gut löslich.

## Wirkungsmechanismus
Tirzepatid ist ein duales Inkretinmimetikum, das agonistisch sowohl an den Rezeptoren für das Glucagon-like Peptid 1 (GLP1) als auch für das glucoseabhängige insulinotrope Peptid (GIP) bindet (GIP/GLP-1-Rezeptoragonist; „Twinkretin“). Diese Rezeptoren sind auf den endokrinen α- und β-Zellen des Pankreas (Bauchspeicheldrüse), in Gehirn, Herz, Gefäßen, Immunzellen sowie Darm und Niere vorhanden. Tirzepatid erhöht die Glukoseempfindlichkeit der β-Zellen des Pankreas und erhöht dadurch die Insulinsekretion in der ersten und zweiten Phase in einer glukoseabhängigen Weise.

## Klinische Prüfung und Zulassung
Im Mai 2022 erteilte die Food and Drug Administration (FDA) für die USA die Zulassung als Antidiabetikum, im September wurde das Arzneimittel auch in der EU zugelassen. Die Sicherheit und Wirksamkeit von Tirzepatid in der Behandlung des T2DM wurde in fünf randomisierten kontrollierten Phase-3-Studien (SURPASS 1-5) untersucht. Primärer Endpunkt war die glykämische Kontrolle. In den Studien wurden 6263 Patienten mit Typ-2-Diabetes behandelt (davon 4199 mit Tirzepatid). Zu den sekundären Endpunkten gehörten Körpergewicht, Nüchternserumglukose (fasting serum glucose, FSG) und der Anteil an Patienten, die einen festgelegten HbA1c-Zielwert erreichten. In allen Studien zeigte die Behandlung mit Tirzepatid über einen Zeitraum von bis zu einem Jahr eine anhaltende und klinisch bedeutsame Senkung des HbA1c-Wertes gegenüber dem Ausgangswert im Vergleich zu Placebo oder einer aktiven Kontrollbehandlung (Semaglutid, Insulin degludec bzw. Insulin glargin).
Die Verwendung zur Gewichtsreduktion wurde in den USA im November 2023 zugelassen (Präparatename Zepbound) und gründet sich auf die randomisierten doppelblinden Phase-III-Studien SURMOUNT-1 und SURMOUNT-2, die gezeigt hatten, dass eine Behandlung mit Tirzepatid für 72 Wochen im Vergleich zu Placebo bei übergewichtigen Personen eine deutliche Gewichtsabnahme bewirkt (je nach Dosis durchschnittlich 16–24 kg im Vergleich zu 2 kg bei einem Ausgangsgewicht von durchschnittlich 105 kg). Auch in der EU ist die Verwendung als adjuvantes Mittel (d. h. zusätzlich zu Ernährungs- und Bewegungsmaßnahmen) bei adipösen sowie übergewichtigen Personen mit weiteren gewichtsbedingten Erkrankungen seit Dezember 2023 auf Empfehlung der europäischen Arzneimittelagentur zugelassen. Eine Zulassungserweiterung von Tirzepatid zur Behandlung obstruktiver Schlafapnoe (OSA) lehnte die EMA 2024 ab, da sie diese Indikation mit dem Anwendungsgebiet Gewichtsmanagement als bereits abgedeckt ansieht.
Ein Absetzen der Therapie nach 36 Wochen führt nach der SURMOUNT-4-Studie aber dazu, dass die Patienten wieder zunehmen.
Der Hersteller berichtete, dass Tierversuche eine Reproduktionstoxizität gezeigt hätten; Tirzepatid sollte daher nicht in der Schwangerschaft oder von Frauen im gebärfähigen Alter, die nicht verhüten, angewendet werden. Da Tirzepatid die Magenentleerung verzögert, könnte es einen Einfluss auf Resorption und Wirksamkeit anderer Medikamente geben, wie etwa der Antibabypille. Während die EU-Zulassung diese Wirkung als klinisch nicht relevant einordnet, wird gemäß der US-Zulassung  die Anwendung einer nicht-oralen Verhütungsmethode oder einer zusätzlichen Barrieremethode für vier Wochen nach der ersten Anwendung und für vier Wochen nach jeder Dosissteigerung empfohlen.

## Handelsnamen
- Typ-2-Diabetes: Mounjaro  (USA,[20] J[21])
- Typ-2-Diabetes; Gewichtsmanagement: Mounjaro (EU,[22] CH,[23]  AUS,[24] UK,[25])
- Gewichtsmanagement; mittelschwere/schwere obstruktive Schlafapnoe: Zepbound (USA[26])